# Olympische Sommerspiele 2012/Teilnehmer (Schweden)
| Gelbes Symbol für Goldmedaillen mit stilisierten Olympischen Ringen | Graues Symbol für Silbermedaillen mit stilisierten Olympischen Ringen | Braundes Symbol für Bronzemedaillen mit stilisierten Olympischen Ringen |
| ------------------------------------------------------------------- | --------------------------------------------------------------------- | ----------------------------------------------------------------------- |
| 1                                                                   | 4                                                                     | 3                                                                       |

Schweden nahm in London an den Olympischen Spielen 2012 teil. Es war die insgesamt 26. Teilnahme an Olympischen Sommerspielen. Vom Sveriges Olympiska Kommitté wurden 135 Athleten in 20 Sportarten nominiert. Die zunächst nominierte Weitspringerin Carolina Klüft musste ihre Teilnahme wenige Tage vor den Spielen verletzungsbedingt absagen.

## Medaillen

### Medaillenspiegel
| Medaillenspiegel Schweden |           |                              |                           |                           |        |
| Platz                     | Sportart  | Goldmedaille – Olympiasieger | Silbermedaille – 2. Platz | Bronzemedaille – 3. Platz | Gesamt |
| 1                         | Segeln    | 1                            | -                         | 1                         | 2      |
| 2                         | Handball  | -                            | 1                         | -                         | 1      |
|                           | Reiten    | -                            | 1                         | -                         | 1      |
|                           | Schießen  | -                            | 1                         | -                         | 1      |
|                           | Triathlon | -                            | 1                         | -                         | 1      |
| 6                         | Ringen    | -                            | -                         | 2                         | 2      |
| 37                        | Total     | 1                            | 4                         | 3                         | 8      |

### Medaillengewinner

#### Gold
| Name                       | Sportart | Wettkampf |
| -------------------------- | -------- | --------- |
| Fredrik Lööf, Max Salminen | Segeln   | Starboot  |

#### Silber
| Name | Sportart  | Wettkampf                    |
| --- | --------- | ---------------------------- |
| Sara Algotsson-Ostholt | Reiten    | Vielseitigkeit Einzelwertung |
| Håkan Dahlby | Schießen  | Wurfscheibe Doppeltrap       |
| Lisa Nordén | Triathlon | Triathlon, Frauen            |
| Magnus Jernemyr Tobias Karlsson Kim Andersson Johan Jakobsson Dalibor Doder Jonas Larholm Johan Sjöstrand Mattias Andersson Niclas Ekberg Fredrik Petersen Jonas Källman Kim Ekdahl Du Rietz Andreas Nilsson Mattias Gustafsson | Handball  | Handball, Männer             |

#### Bronze
| Name           | Sportart | Wettkampf                            |
| -------------- | -------- | ------------------------------------ |
| Rasmus Myrgren | Segeln   | Laser                                |
| Johan Eurén    | Ringen   | griechisch-römisch Männer bis 120 kg |
| Jimmy Lidberg  | Ringen   | griechisch-römisch Männer bis 96 kg  |

## Teilnehmer nach Sportarten

### Badminton
| Athleten         | Wettbewerb | Gruppenphase              | Gruppenphase | Gruppenphase | Gruppenphase | Achtelfinale  | Achtelfinale  | Viertelfinale | Viertelfinale | Halbfinale    | Halbfinale    | Finale        | Finale        | Rang |
| Athleten         | Wettbewerb | Gegner                    | Ergebnis     | Punkte       | Rang         | Gegner        | Ergebnis      | Gegner        | Ergebnis      | Gegner        | Ergebnis      | Gegner        | Ergebnis      | Rang |
| ---------------- | ---------- | ------------------------- | ------------ | ------------ | ------------ | ------------- | ------------- | ------------- | ------------- | ------------- | ------------- | ------------- | ------------- | ---- |
| Männer           |            |                           |              |              |              |               |               |               |               |               |               |               |               |      |
| Henri Hurskainen | Einzel     | Kevin Cordón Rajiv Ouseph | 1:2          | 0            | 3            | ausgeschieden | ausgeschieden | ausgeschieden | ausgeschieden | ausgeschieden | ausgeschieden | ausgeschieden | ausgeschieden | 33   |

### Bogenschießen
| Athleten            | Wettbewerb | Qualifikation | Qualifikation | 1. Runde     | 1. Runde | 2. Runde      | 2. Runde      | Achtelfinale  | Achtelfinale  | Viertelfinale | Viertelfinale | Halbfinale    | Halbfinale    | Finale        | Finale        | Rang |
| Athleten            | Wettbewerb | Ringe         | Rang          | Gegner       | Ergebnis | Gegner        | Ergebnis      | Gegner        | Ergebnis      | Gegner        | Ergebnis      | Gegner        | Ergebnis      | Gegner        | Ergebnis      | Rang |
| ------------------- | ---------- | ------------- | ------------- | ------------ | -------- | ------------- | ------------- | ------------- | ------------- | ------------- | ------------- | ------------- | ------------- | ------------- | ------------- | ---- |
| Frauen              |            |               |               |              |          |               |               |               |               |               |               |               |               |               |               |      |
| Christine Bjerendal | Einzel     | 625           | 49            | Ren Hayakawa | 4:6      | ausgeschieden | ausgeschieden | ausgeschieden | ausgeschieden | ausgeschieden | ausgeschieden | ausgeschieden | ausgeschieden | ausgeschieden | ausgeschieden | 33   |

### Boxen
| Athleten      | Wettbewerb                  | 1. Runde                 | 1. Runde | Achtelfinale                | Achtelfinale  | Viertelfinale    | Viertelfinale | Halbfinale    | Halbfinale    | Finale        | Finale        | Rang |
| Athleten      | Wettbewerb                  | Gegner                   | Ergebnis | Gegner                      | Ergebnis      | Gegner           | Ergebnis      | Gegner        | Ergebnis      | Gegner        | Ergebnis      | Rang |
| ------------- | --------------------------- | ------------------------ | -------- | --------------------------- | ------------- | ---------------- | ------------- | ------------- | ------------- | ------------- | ------------- | ---- |
| Frauen        |                             |                          |          |                             |               |                  |               |               |               |               |               |      |
| Anna Laurell  | Halbschwergewicht 69–75 kg  | –                        | –        | Naomi-Lee Fischer-Rasmussen | 24:17         | Claressa Shields | 14:18         | ausgeschieden | ausgeschieden | ausgeschieden | ausgeschieden | 5    |
| Männer        |                             |                          |          |                             |               |                  |               |               |               |               |               |      |
| Salomo N’tuve | Fliegengewicht bis 52 kg    | I. Sülejmenow            | 8:13     | ausgeschieden               | ausgeschieden | ausgeschieden    | ausgeschieden | ausgeschieden | ausgeschieden | ausgeschieden | ausgeschieden | 9    |
| Anthony Yigit | Halbweltergewicht bis 64 kg | Francisco Vargas Ramirez | 13:9     | Denys Berinchyk             | 23:24         | ausgeschieden    | ausgeschieden | ausgeschieden | ausgeschieden | ausgeschieden | ausgeschieden | 17   |

### Fußball
| Wettbewerb    | Frauen |
| ------------- | --- |
| Athleten      | Sofia Jakobsson Antonia Göransson Madelaine Edlund Lisa Dahlkvist Kosovare Asllani Annica Svensson Linda Sembrant Lina Nilsson Malin Levenstad Emma Berglund Sofia Lundgren Nilla Fischer Sara Thunebro Johanna Almgren Caroline Seger Kristin Hammarström Lotta Schelin Hedvig Lindahl |
| Trainer       | Thomas Dennerby |
| Gruppenphase  | Südafrika 4:1 (3:0) Japan 0:0 Kanada 2:2 (2:1) |
| Viertelfinale | Frankreich 1:2 (1:2) |

### Handball
| Wettbewerb    | Frauen | Männer |
| ------------- | --- | --- |
| Athleten      | Isabelle Gulldén Jamina Roberts Anna-Maria Johansson Ulrika Ågren Hanna Fogelström Gabriella Kain Cecilia Grubbström Johanna Wiberg Linnea Torstenson Matilda Boson Johanna Ahlm Tina Flognman Therese Islas Helgesson Annika Wiel Fredén | Magnus Jernemyr Tobias Karlsson Kim Andersson Johan Jakobsson Dalibor Doder Jonas Larholm Johan Sjöstrand Mattias Andersson Niclas Ekberg Fredrik Petersen Jonas Källman Kim Ekdahl Du Rietz Andreas Nilsson Mattias Gustafsson |
| Trainer       | Per Johansson | Staffan Olsson & Ola Lindgren |
| Gruppenphase  | Dänemark 18:21 (10:8) Norwegen 21:24 (9:14) Frankreich 17:29 (11:16) Spanien 24:25 (10:11) Südkorea 28:32 (13:16) | Tunesien 28:21 (16:11) Großbritannien 41:19 (24:10) Island 32:33 (13:17) Argentinien 29:13 (12:8) Frankreich 26:29 (12:18) |
| Viertelfinale | ausgeschieden | Dänemark 24:22 (11:9) |
| Halbfinale    | ausgeschieden | Ungarn 27:26 (15:12) |
| Finale        | ausgeschieden | Frankreich 21:22 (8:10) |
| Platzierung   | – | Silber |

### Judo
| Athleten     | Wettbewerb       | 1. Runde         | 1. Runde  | Achtelfinale  | Achtelfinale  | Viertelfinale | Viertelfinale | Hoffnungsrunde Halbfinale | Hoffnungsrunde Halbfinale | Halbfinale    | Halbfinale    | Hoffnungsrunde Finale | Hoffnungsrunde Finale | Finale        | Finale        | Rang |
| Athleten     | Wettbewerb       | Gegner           | Ergebnis  | Gegner        | Ergebnis      | Gegner        | Ergebnis      | Gegner                    | Ergebnis                  | Gegner        | Ergebnis      | Gegner                | Ergebnis              | Gegner        | Ergebnis      | Rang |
| ------------ | ---------------- | ---------------- | --------- | ------------- | ------------- | ------------- | ------------- | ------------------------- | ------------------------- | ------------- | ------------- | --------------------- | --------------------- | ------------- | ------------- | ---- |
| Männer       |                  |                  |           |               |               |               |               |                           |                           |               |               |                       |                       |               |               |      |
| Marcus Nyman | Klasse bis 90 kg | Dilshod Choriyev | 0101-0013 | ausgeschieden | ausgeschieden | ausgeschieden | ausgeschieden | ausgeschieden             | ausgeschieden             | ausgeschieden | ausgeschieden | ausgeschieden         | ausgeschieden         | ausgeschieden | ausgeschieden | 17   |

### Kanu
| Athleten                        | Wettbewerb | Vorlauf      | Vorlauf | Halbfinale   | Halbfinale | Finale        | Finale        | Rang |
| Athleten                        | Wettbewerb | Zeit         | Rang    | Zeit         | Rang       | Zeit          | Rang          | Rang |
| ------------------------------- | ---------- | ------------ | ------- | ------------ | ---------- | ------------- | ------------- | ---- |
| Frauen                          |            |              |         |              |            |               |               |      |
| Sofia Paldanius                 | K-1 200 m  | 42,596 s     | 2       | 42,688 s     | 6          | ausgeschieden | ausgeschieden | -    |
| Sofia Paldanius                 | K-1 500 m  | 1:51,212 min | 1       | 1:51,945 min | 3          | 1:53,197 min  | 4             | 4    |
| Josefin Nordlöw Karin Johansson | K-2 500 m  | 1:44,437 min | 1       | 1:44,025 min | 6          | 1:45,367 min  | 2             | 10   |
| Männer                          |            |              |         |              |            |               |               |      |
| Anders Gustafsson               | K-1 1000 m | 3:34,419 min | 1       | 3:31,149 min | 3          | 3:29,919 min  | 5             | 5    |
| Henrik Nilsson Markus Oscarsson | K-2 1000 m | 3:16,590 min | 3       | 3:13,125 min | 1          | 3:11,803 min  | 5             | 5    |

### Leichtathletik
Laufen und Gehen
| Athleten            | Wettbewerb | Vorlauf | Vorlauf | Halbfinale    | Halbfinale    | Finale        | Finale        | Rang |
| Athleten            | Wettbewerb | Zeit    | Rang    | Zeit          | Rang          | Zeit          | Rang          | Rang |
| ------------------- | ---------- | ------- | ------- | ------------- | ------------- | ------------- | ------------- | ---- |
| Frauen              |            |         |         |               |               |               |               |      |
| Moa Hjelmer         | 400 m      | 52,86 s | 30      | ausgeschieden | ausgeschieden | ausgeschieden | ausgeschieden | 30   |
| Isabellah Andersson | Marathon   | –       | –       | –             | –             | 2:27:36 h     |               | 18   |

Springen und Werfen
| Athleten           | Wettbewerb     | Qualifikation | Qualifikation | Finale        | Finale        | Rang |
| Athleten           | Wettbewerb     | Weite/Höhe    | Rang          | Weite/Höhe    | Rang          | Rang |
| ------------------ | -------------- | ------------- | ------------- | ------------- | ------------- | ---- |
| Frauen             |                |               |               |               |               |      |
| Emma Green Tregaro | Hochsprung     | 1,93 m        | 2             | 1,93 m        |               | 8    |
| Ebba Jungmark      | Hochsprung     | 1,85 m        | 20            | ausgeschieden | ausgeschieden |      |
| Angelica Bengtsson | Stabhochsprung | 4,25 m        | 19            | ausgeschieden | ausgeschieden |      |
| Männer             |                |               |               |               |               |      |
| Michel Tornéus     | Weitsprung     | 8,03 m        | 6             | 8,11 m        |               | 4    |
| Alhaji Jeng        | Stabhochsprung | -             | -             | ausgeschieden | ausgeschieden | -    |
| Kim Amb            | Speerwurf      | 78,94 m       | 18            | ausgeschieden | ausgeschieden | 18   |

Mehrkampf
| Athletinnen        | 100 m Hürden | 100 m Hürden | Hochsprung | Hochsprung | Kugelstoßen | Kugelstoßen | 200 m   | 200 m  | Weitsprung | Weitsprung | Speerwurf | Speerwurf | 800 m       | 800 m  | Punkte | Rang |
| Athletinnen        | Zeit         | Punkte       | Höhe       | Punkte     | Weite       | Punkte      | Zeit    | Punkte | Weite      | Punkte     | Weite     | Punkte    | Zeit        | Punkte | Punkte | Rang |
| ------------------ | ------------ | ------------ | ---------- | ---------- | ----------- | ----------- | ------- | ------ | ---------- | ---------- | --------- | --------- | ----------- | ------ | ------ | ---- |
| Siebenkampf Frauen |              |              |            |            |             |             |         |        |            |            |           |           |             |        |        |      |
| Jessica Samuelsson | 13,58 s      | 1039         | 1,77 m     | 1980       | 14,18 m     | 806         | 24,25 s | 957    | 6,18 m     | 905        | 42,02 m   | 706       | 2:11,31 min | 946    | 6300   | 14   |

### Radsport

#### Straße
| Athleten           | Wettbewerb       | Zeit                     | Rang                     |
| ------------------ | ---------------- | ------------------------ | ------------------------ |
| Frauen             |                  |                          |                          |
| Emilia Fahlin      | Straßenrennen    | 3:35:56 h                | 19                       |
| Emma Johansson     | Straßenrennen    | 3:35:56 h                | 6                        |
| Isabelle Söderberg | Straßenrennen    | Zeitgrenze überschritten | Zeitgrenze überschritten |
| Emilia Fahlin      | Einzelzeitfahren | 41:15,86 min             | 17                       |
| Emma Johansson     | Einzelzeitfahren | 40:38,65 min             | 14                       |
| Männer             |                  |                          |                          |
| Gustav Larsson     | Straßenrennen    | 5:46:37 h                | 75                       |
| Gustav Larsson     | Einzelzeitfahren | 54:35,26 min             | 16                       |

#### Mountainbike
| Athleten        | Wettbewerb    | Zeit      | Rang |
| --------------- | ------------- | --------- | ---- |
| Frauen          |               |           |      |
| Alexandra Engen | Cross-Country | 1:33:08 h | 6    |

### Reiten
| Dressur                                            |            |        |    |               |               |               |               |
| Patrik Kittel Scandic                              | Einzel     | 74,073 | 15 | 74,079        | 14            | 78,732        | 14            |
| TTinne Vilhelmson Silfvén Don Auriello             | Einzel     | 74,271 | 14 | 74,063        | 15            | 79,286        | 11            |
| Minna Telde Santana                                | Einzel     | 67,477 | 44 | 72,270        | 20            | ausgeschieden | ausgeschieden |
| Patrik Kittel Tinne Vilhelmson Silfvén Minna Telde | Mannschaft | 71,970 | 7  | ausgeschieden | ausgeschieden | ausgeschieden | ausgeschieden |

| Athleten Pferd                                                             | Wettbewerb | Qualifikation | Qualifikation | Qualifikation | Qualifikation | Qualifikation | Finale        | Finale        | Finale        | Rang       |
| Athleten Pferd                                                             | Wettbewerb | Q1            | Q2            | Q3            | Summe         | Rang          | F1            | F2            | Summe         | Rang       |
| -------------------------------------------------------------------------- | ---------- | ------------- | ------------- | ------------- | ------------- | ------------- | ------------- | ------------- | ------------- | ---------- |
| Springen                                                                   |            |               |               |               |               |               |               |               |               |            |
| Jens Fredricson Lunatic                                                    | Einzel     | 0             | 8             | 4             | 12            | 26            | 9             | ausgeschieden | ausgeschieden | 26         |
| Henrik von Eckermann Allerdings                                            | Einzel     | 0             | 0             | 16            | 16            | 26            | 8             | ausgeschieden | ausgeschieden | 23         |
| Rolf-Göran Bengtsson Casall                                                | Einzel     | 0             | 0             | 8             | 8             | 11            | aufgegeben    | aufgegeben    | aufgegeben    | aufgegeben |
| Lisen Fredricson Matrix                                                    | Einzel     | 42            | ausgeschieden | ausgeschieden | ausgeschieden | ausgeschieden | ausgeschieden | ausgeschieden | ausgeschieden | 72         |
| Jens Fredricson Henrik von Eckermann Rolf-Göran Bengtsson Lisen Fredricson | Mannschaft | 0             | 0             | 0             | 0             | 1             | 4             | 20            | 24            | 6          |

| Athleten                                                                                 | Wettbewerb | Strafpunkte | Rang   |
| ---------------------------------------------------------------------------------------- | ---------- | ----------- | ------ |
| Vielseitigkeit                                                                           |            |             |        |
| Ludwig Svennerstål                                                                       | Einzel     | 72,10       | 20     |
| Niklas Lindbäck                                                                          | Einzel     | 68,00       | 18     |
| Malin Petersen                                                                           | Einzel     | 67,20       | 26     |
| Linda Algotsson                                                                          | Einzel     | 79,80       | 36     |
| Sara Algotsson-Ostholt                                                                   | Einzel     | 43,30       | Silber |
| Ludwig Svennerstål Niklas Lindbäck Malin Petersen Linda Algotsson Sara Algotsson-Ostholt | Mannschaft | 148,40      | 4      |

### Ringen
| Athleten                         | Wettbewerb        | 1. Runde               | 1. Runde | Achtelfinale        | Achtelfinale  | Viertelfinale              | Viertelfinale | Halbfinale    | Halbfinale    | Hoffnungsrunde Viertelfinale | Hoffnungsrunde Viertelfinale | Hoffnungsrunde Halbfinale | Hoffnungsrunde Halbfinale | Hoffnungsrunde Finale | Hoffnungsrunde Finale | Finale        | Finale        | Rang   |
| Athleten                         | Wettbewerb        | Gegner                 | Ergebnis | Gegner              | Ergebnis      | Gegner                     | Ergebnis      | Gegner        | Ergebnis      | Gegner                       | Ergebnis                     | Gegner                    | Ergebnis                  | Gegner                | Ergebnis              | Gegner        | Ergebnis      | Rang   |
| -------------------------------- | ----------------- | ---------------------- | -------- | ------------------- | ------------- | -------------------------- | ------------- | ------------- | ------------- | ---------------------------- | ---------------------------- | ------------------------- | ------------------------- | --------------------- | --------------------- | ------------- | ------------- | ------ |
| Freistil Frauen                  |                   |                        |          |                     |               |                            |               |               |               |                              |                              |                           |                           |                       |                       |               |               |        |
| Sofia Mattsson                   | Klasse bis 55 kg  | Sündewiin Bjambatseren | 3:0      | Marwa Amri          | 3:0           | Valeriia Zholobova         | 1:3           | ausgeschieden | ausgeschieden | ausgeschieden                | ausgeschieden                | ausgeschieden             | ausgeschieden             | ausgeschieden         | ausgeschieden         | ausgeschieden | ausgeschieden | 7      |
| Henna Johansson                  | Klasse bis 63 kg  | -                      | -        | Aissuluu Tynybekowa | 3:1           | Kaori Ichō                 | 0:3           | ausgeschieden | ausgeschieden | ausgeschieden                | ausgeschieden                | ausgeschieden             | ausgeschieden             | ausgeschieden         | ausgeschieden         | ausgeschieden | ausgeschieden | 10     |
| Jenny Fransson                   | Klasse bis 72 kg  | Stanka Slatewa         | 0:3      | ausgeschieden       | ausgeschieden | ausgeschieden              | ausgeschieden | ausgeschieden | ausgeschieden | ausgeschieden                | ausgeschieden                | ausgeschieden             | ausgeschieden             | ausgeschieden         | ausgeschieden         | ausgeschieden | ausgeschieden | -      |
| griechisch-römischer Stil Männer |                   |                        |          |                     |               |                            |               |               |               |                              |                              |                           |                           |                       |                       |               |               |        |
| Robert Rosengren                 | Klasse bis 74 kg  | Selçuk Çebi            | 3:1      | Aleksandr Kazakevič | 1:3           | ausgeschieden              | ausgeschieden | ausgeschieden | ausgeschieden | ausgeschieden                | ausgeschieden                | ausgeschieden             | ausgeschieden             | ausgeschieden         | ausgeschieden         | ausgeschieden | ausgeschieden | 9      |
| Jimmy Lidberg                    | Klasse bis 96 kg  | -                      | -        | Norikatsu Saikawa   | 3:0           | Rustam Totrov              | 0:3           | -             | -             | -                            | -                            | Shalva Gadabadze          | 3:1                       | Tsimafei Dzeinichenka | 3:1                   | -             | -             | Bronze |
| Johan Eurén                      | Klasse bis 120 kg | N. Tinalijew           | 3:0      | Mihály Deák Bárdos  | 3:0           | Bashir Asgari Babajanzadeh | 3:0           | Heiki Nabi    | 1:3           | -                            | -                            | -                         | -                         | Ioseb Chugoshvili     | 3:1                   | -             | -             | Bronze |

### Rudern
| Athleten       | Wettbewerb | Vorlauf     | Vorlauf | Hoffnungslauf | Hoffnungslauf | Viertelfinale | Viertelfinale | Halbfinale  | Halbfinale | Finale      | Finale | Rang |
| Athleten       | Wettbewerb | Zeit        | Rang    | Zeit          | Rang          | Zeit          | Rang          | Zeit        | Rang       | Zeit        | Rang   | Rang |
| -------------- | ---------- | ----------- | ------- | ------------- | ------------- | ------------- | ------------- | ----------- | ---------- | ----------- | ------ | ---- |
| Frauen         |            |             |         |               |               |               |               |             |            |             |        |      |
| Frida Svensson | Einer      | 7:32,61 min | 2       | -             | -             | 7:40,64 min   | 3             | 7:54,52 min | 5          | 7:56,42 min | 4      | 10   |
| Männer         |            |             |         |               |               |               |               |             |            |             |        |      |
| Lassi Karonen  | Einer      | 6:45,42 min | 1       | -             | -             | 6:57,06 min   | 1             | 7:19,77 min | 2          | 7:04,04 min | 4      | 4    |

### Schießen
| Athleten          | Wettbewerb | Qualifikation | Qualifikation | Finale        | Finale        | Ringe         | Rang   |
| Athleten          | Wettbewerb | Ringe         | Rang          | Ringe         | Rang          | Ringe         | Rang   |
| ----------------- | ---------- | ------------- | ------------- | ------------- | ------------- | ------------- | ------ |
| Frauen            |            |               |               |               |               |               |        |
| Therese Lundqvist | Skeet      | 67            | 7             | ausgeschieden | ausgeschieden |               | 7      |
| Männer            |            |               |               |               |               |               |        |
| Håkan Dahlby      | Doppeltrap | 137           | 5             | 49            |               | 168           | Silber |
| Stefan Nilsson    | Skeet      | 118           | 15            | ausgeschieden | ausgeschieden | ausgeschieden | 15     |
| Marcus Svensson   | Skeet      | 119           | 7             | ausgeschieden | ausgeschieden | ausgeschieden | 7      |

### Schwimmen
| Athleten                                                                                              | Wettbewerb                 | Vorlauf     | Vorlauf    | Halbfinale      | Halbfinale      | Finale          | Finale          | Rang            |
| Athleten                                                                                              | Wettbewerb                 | Zeit        | Rang       | Zeit            | Rang            | Zeit            | Rang            | Rang            |
| --- | -------------------------- | ----------- | ---------- | --------------- | --------------- | --------------- | --------------- | --------------- |
| Frauen                                                                                                |                            |             |            |                 |                 |                 |                 |                 |
| Sarah Sjöström                                                                                        | 50 m Freistil              | 24,94 s     | 4          | 25,08 s         | 7               | ausgeschieden   | ausgeschieden   | ausgeschieden   |
| Therese Alshammar                                                                                     | 50 m Freistil              | 24,77 s     | 1          | 24,71 s         | 5               | ausgeschieden   | ausgeschieden   | ausgeschieden   |
| Sarah Sjöström                                                                                        | 100 m Freistil             | 54,26 s     | 4          | 53,93 s         | 4               | ausgeschieden   | ausgeschieden   | ausgeschieden   |
| Therese Alshammar                                                                                     | 100 m Freistil             | aufgegeben  | aufgegeben | aufgegeben      | aufgegeben      | aufgegeben      | aufgegeben      | aufgegeben      |
| Sarah Sjöström                                                                                        | 200 m Freistil             | 1:58,03 min | 3          | 1:58,12 min     | 6               | ausgeschieden   | ausgeschieden   | ausgeschieden   |
| Sarah Sjöström                                                                                        | 100 m Schmetterling        | 57,45 s     | 1          | 57,27 s         | 1               | 57,17 s         | 4               | 4               |
| Martina Granström                                                                                     | 100 m Schmetterling        | 58,70 s     | 5          | 58,95 s         | 8               | ausgeschieden   | ausgeschieden   | ausgeschieden   |
| Martina Granström                                                                                     | 200 m Schmetterling        | 2:08,94 min | 4          | 2:07,83 min     | 6               | ausgeschieden   | ausgeschieden   | ausgeschieden   |
| Jennie Johansson                                                                                      | 100 m Brust                | 1:07,14 min | 4          | 1:07,57 min     | 6               | ausgeschieden   | ausgeschieden   | ausgeschieden   |
| Joline Höstman                                                                                        | 100 m Brust                | 1:08,28 min | 6          | ausgeschieden   | ausgeschieden   | ausgeschieden   | ausgeschieden   | ausgeschieden   |
| Joline Höstman                                                                                        | 200 m Brust                | 2:25,44 min | 1          | 2:27,77 min     | 6               | ausgeschieden   | ausgeschieden   | ausgeschieden   |
| Therese Svendsen                                                                                      | 100 m Rücken               | 1:03,11 min | 7          | ausgeschieden   | ausgeschieden   | ausgeschieden   | ausgeschieden   | ausgeschieden   |
| Stina Gardell                                                                                         | 200 m Lagen                | 2:14,70 min | 6          | ausgeschieden   | ausgeschieden   | ausgeschieden   | ausgeschieden   | ausgeschieden   |
| Stina Gardell                                                                                         | 400 m Lagen                | 4:41,66 min | 5          | ausgeschieden   | ausgeschieden   | ausgeschieden   | ausgeschieden   | ausgeschieden   |
| Gabriella Fagundez Michelle Coleman Ida Marko-Varga Sarah Sjöström Therese Alshammar                  | 4 × 100-m-Freistil-Staffel | 3:38,21 min | 4          | disqualifiziert | disqualifiziert | disqualifiziert | disqualifiziert | disqualifiziert |
| Therese Svendsen Gabriella Fagundez Michelle Coleman Martina Granström Ida Marko-Varga Joline Höstman | 4 × 100-m-Lagen-Staffel    | 4:00,76 min | 6          | ausgeschieden   | ausgeschieden   | ausgeschieden   | ausgeschieden   | ausgeschieden   |
| Männer                                                                                                |                            |             |            |                 |                 |                 |                 |                 |
| Stefan Nystrand                                                                                       | 50 m Freistil              | 22,32 s     | 6          | ausgeschieden   | ausgeschieden   | ausgeschieden   | ausgeschieden   | ausgeschieden   |
| Stefan Nystrand                                                                                       | 100 m Freistil             | 49,55 s     | 8          | ausgeschieden   | ausgeschieden   | ausgeschieden   | ausgeschieden   | ausgeschieden   |
| Lars Frölander                                                                                        | 100 m Schmetterling        | 52,47 s     | 5          | ausgeschieden   | ausgeschieden   | ausgeschieden   | ausgeschieden   | ausgeschieden   |

### Segeln
Fleet Race
| Athleten                         | Wettbewerb   | Qualifikation | Qualifikation | Medal Race    | Medal Race    | Punkte        | Rang   |
| Athleten                         | Wettbewerb   | Punkte        | Rang          | Punkte        | Rang          | Punkte        | Rang   |
| -------------------------------- | ------------ | ------------- | ------------- | ------------- | ------------- | ------------- | ------ |
| Frauen                           |              |               |               |               |               |               |        |
| Josefin Olsson                   | Laser Radial | 180           | 18            | ausgeschieden | ausgeschieden | ausgeschieden | 18     |
| Lisa Ericson Astrid Gabrielsson  | 470er        | 148           | 19            | ausgeschieden | ausgeschieden | ausgeschieden | 19     |
| Männer                           |              |               |               |               |               |               |        |
| Rasmus Myrgren                   | Laser Radial | -             | -             | 97            |               | 97            | Bronze |
| Anton Dahlberg Sebastian Östling | 470er        | 127           | 10            | 20            | 10            |               | 10     |
| Daniel Birgmark                  | Finn Dinghy  | 95            | 8             | 12            | 6             | 107           | 9      |
| Niclas Düring Jonas von Geijer   | 49er         | 153           | 10            | 18            | 9             | 172           | 10     |
| Fredrik Lööf Max Salminen        | Starboot     | -             | -             | 42            |               | 42            | Gold   |

Match Race
| Athletinnen                                    | Wettbewerb  | Round Robin | Round Robin | Viertelfinale | Viertelfinale | Halbfinale    | Halbfinale    | Finale        | Finale        | Rang |
| Athletinnen                                    | Wettbewerb  | Bilanz      | Rang        | Gegner        | Ergebnis      | Gegner        | Ergebnis      | Gegner        | Ergebnis      | Rang |
| ---------------------------------------------- | ----------- | ----------- | ----------- | ------------- | ------------- | ------------- | ------------- | ------------- | ------------- | ---- |
| Frauen                                         |             |             |             |               |               |               |               |               |               |      |
| Anna Kjellberg Lotta Harrysson Malin Källström | Elliott 6 m | 9 %         | 12          | ausgeschieden | ausgeschieden | ausgeschieden | ausgeschieden | ausgeschieden | ausgeschieden | 12   |

### Taekwondo
| Athleten       | Wettbewerb       | Achtelfinale  | Achtelfinale | Viertelfinale | Viertelfinale | Halbfinale    | Halbfinale    | Finale        | Finale        | Rang |
| Athleten       | Wettbewerb       | Gegner        | Ergebnis     | Gegner        | Ergebnis      | Gegner        | Ergebnis      | Gegner        | Ergebnis      | Rang |
| -------------- | ---------------- | ------------- | ------------ | ------------- | ------------- | ------------- | ------------- | ------------- | ------------- | ---- |
| Frauen         |                  |               |              |               |               |               |               |               |               |      |
| Elin Johansson | Klasse bis 67 kg | Seham Sawalhy | 6:0          | Carmen Marton | 3:6           | ausgeschieden | ausgeschieden | ausgeschieden | ausgeschieden | 9    |
| Männer         |                  |               |              |               |               |               |               |               |               |      |
| Uno Sanli      | Klasse bis 58 kg | Joel González | 6:7          | ausgeschieden | ausgeschieden | ausgeschieden | ausgeschieden | ausgeschieden | ausgeschieden | 7    |

### Tennis
| Athleten                         | Wettbewerb | 1. Runde                        | 1. Runde         | 2. Runde      | 2. Runde      | Achtelfinale           | Achtelfinale  | Viertelfinale | Viertelfinale | Halbfinale    | Halbfinale    | Finale        | Finale        |
| Athleten                         | Wettbewerb | Gegner                          | Ergebnis         | Gegner        | Ergebnis      | Gegner                 | Ergebnis      | Gegner        | Ergebnis      | Gegner        | Ergebnis      | Gegner        | Ergebnis      |
| -------------------------------- | ---------- | ------------------------------- | ---------------- | ------------- | ------------- | ---------------------- | ------------- | ------------- | ------------- | ------------- | ------------- | ------------- | ------------- |
| Frauen                           |            |                                 |                  |               |               |                        |               |               |               |               |               |               |               |
| Sofia Arvidsson                  | Einzel     | Wera Swonarjowa                 | 6:73, 4:6        | ausgeschieden | ausgeschieden | ausgeschieden          | ausgeschieden | ausgeschieden | ausgeschieden | ausgeschieden | ausgeschieden | ausgeschieden | ausgeschieden |
| Männer                           |            |                                 |                  |               |               |                        |               |               |               |               |               |               |               |
| Johan Brunström Robert Lindstedt | Doppel     | Novak Đoković Viktor Troicki    | 7:68, 6:3        | –             | –             | Marin Čilić Ivan Dodig | 3:6, 2:6      | ausgeschieden | ausgeschieden | ausgeschieden | ausgeschieden | ausgeschieden | ausgeschieden |
| Mixed                            |            |                                 |                  |               |               |                        |               |               |               |               |               |               |               |
| Sofia Arvidsson Robert Lindstedt | Doppel     | Roberta Vinci Daniele Bracciali | 3:6, 6:4, [8:10] | ausgeschieden | ausgeschieden | ausgeschieden          | ausgeschieden | ausgeschieden | ausgeschieden | ausgeschieden | ausgeschieden | ausgeschieden | ausgeschieden |

### Tischtennis
| Athleten                                                            | Wettbewerb | 1. Runde                                                          | 1. Runde                                                          | 2. Runde                                                          | 2. Runde                                                          | 3. Runde                                                          | 3. Runde                                                          | 4. Runde                                                          | 4. Runde      | Viertelfinale | Viertelfinale | Halbfinale    | Halbfinale    | Finale        | Finale        |
| Athleten                                                            | Wettbewerb | Gegner                                                            | Ergebnis                                                          | Gegner                                                            | Ergebnis                                                          | Gegner                                                            | Ergebnis                                                          | Gegner                                                            | Ergebnis      | Gegner        | Ergebnis      | Gegner        | Ergebnis      | Gegner        | Ergebnis      |
| ------------------------------------------------------------------- | ---------- | ----------------------------------------------------------------- | ----------------------------------------------------------------- | ----------------------------------------------------------------- | ----------------------------------------------------------------- | ----------------------------------------------------------------- | ----------------------------------------------------------------- | ----------------------------------------------------------------- | ------------- | ------------- | ------------- | ------------- | ------------- | ------------- | ------------- |
| Männer                                                              |            |                                                                   |                                                                   |                                                                   |                                                                   |                                                                   |                                                                   |                                                                   |               |               |               |               |               |               |               |
| Pär Gerell                                                          | Einzel     | El-sayed Lashin                                                   | 3:4                                                               | ausgeschieden                                                     | ausgeschieden                                                     | ausgeschieden                                                     | ausgeschieden                                                     | ausgeschieden                                                     | ausgeschieden | ausgeschieden | ausgeschieden | ausgeschieden | ausgeschieden | ausgeschieden | ausgeschieden |
| Jörgen Persson                                                      | Einzel     | Segun Toriola                                                     | 4:1                                                               | Andrej Gaćina                                                     | 0:4                                                               | ausgeschieden                                                     | ausgeschieden                                                     | ausgeschieden                                                     | ausgeschieden | ausgeschieden | ausgeschieden | ausgeschieden | ausgeschieden | ausgeschieden | ausgeschieden |
| Pär Gerell Jörgen Persson Jens Lundqvist Kristian Karlsson (Ersatz) | Mannschaft | Timo Boll Dimitrij Ovtcharov Bastian Steger Patrick Baum (Ersatz) | Timo Boll Dimitrij Ovtcharov Bastian Steger Patrick Baum (Ersatz) | Timo Boll Dimitrij Ovtcharov Bastian Steger Patrick Baum (Ersatz) | Timo Boll Dimitrij Ovtcharov Bastian Steger Patrick Baum (Ersatz) | Timo Boll Dimitrij Ovtcharov Bastian Steger Patrick Baum (Ersatz) | Timo Boll Dimitrij Ovtcharov Bastian Steger Patrick Baum (Ersatz) | Timo Boll Dimitrij Ovtcharov Bastian Steger Patrick Baum (Ersatz) | 1:3           | ausgeschieden | ausgeschieden | ausgeschieden | ausgeschieden | ausgeschieden | ausgeschieden |

### Triathlon
| Athleten    | Wettbewerb | Zeit      | Rang   |
| ----------- | ---------- | --------- | ------ |
| Frauen      |            |           |        |
| Lisa Nordén | Einzel     | 1:59:48 h | Silber |

### Turnen
| Athleten       | Wettbewerb       | Qualifikation | Qualifikation | Finale        | Finale        | Rang |
| Athleten       | Wettbewerb       | Punkte        | Rang          | Punkte        | Rang          | Rang |
| -------------- | ---------------- | ------------- | ------------- | ------------- | ------------- | ---- |
| Frauen         |                  |               |               |               |               |      |
| Jonna Adlerteg | Mehrkampf Einzel | 52,199        | 39            | ausgeschieden | ausgeschieden | 39   |

### Wasserspringen
| Athleten             | Wettbewerb        | Vorkampf | Vorkampf | Halbfinale    | Halbfinale    | Finale        | Finale        |
| Athleten             | Wettbewerb        | Punkte   | Rang     | Punkte        | Rang          | Punkte        | Rang          |
| -------------------- | ----------------- | -------- | -------- | ------------- | ------------- | ------------- | ------------- |
| Frauen               |                   |          |          |               |               |               |               |
| Anna Lindberg        | Kunstspringen 3 m | 318,60   | 11       | 319,80        | 10            | 316,80        | 10            |
| Männer               |                   |          |          |               |               |               |               |
| Christofer Eskilsson | Turmspringen 10 m | 375,30   | 25       | ausgeschieden | ausgeschieden | ausgeschieden | ausgeschieden |